# Orfeu în infern (piesă de teatru)
Orfeu în infern (Fugitive Kind) este o piesă de teatru din 1937 scrisă de Tennessee Williams. Piesa are loc în perioada marii crize economice. Acțiunea are loc într-un flophouse din Two Rivers, Mississippi, în zilele de sfârșit ale anului 1936, deoarece Anul Nou 1937 este iminent. Piesa prezintă un funcționar singuratic, care supraveghează un hotel care găzduiește o colecție de ratați alcoolici și un student rebel. Proprietarul hotelului este un evreu obsesiv. Funcționarul se împrietenește cu un gangster aflat pe fugă, Terry Meighan, care pretinde că este o victimă a sistemului social corupt. El reprezintă speranța pentru funcționarul hotelului.

## Recenzii
- Slobodnik, Syd. „Early Williams is Just a Shadow of His Best”. the217.com. Illini Media⁠(d). Accesat în 21 iunie 2011.